# Дзевйонтле
Дзевйонтле (пол. Dziewiątle) — село в Польщі, у гміні Іваніська Опатовського повіту Свентокшиського воєводства.
Населення — 147 осіб (2011).
У 1975-1998 роках село належало до Тарнобжезького воєводства.

## Демографія
Демографічна структура на день 31 березня 2011 року:
|          | Загалом | Допрацездатний вік | Працездатний вік | Постпрацездатний вік |
| -------- | ------- | ------------------ | ---------------- | -------------------- |
| Чоловіки | 80      | 14                 | 49               | 17                   |
| Жінки    | 67      | 9                  | 37               | 21                   |
| Разом    | 147     | 23                 | 86               | 38                   |